# Grégoire Hervier
 (juin 2021).
Si vous disposez d'ouvrages ou d'articles de référence ou si vous connaissez des sites web de qualité traitant du thème abordé ici, merci de compléter l'article en donnant les références utiles à sa vérifiabilité et en les liant à la section « Notes et références ».
Grégoire Hervier est un romancier français né en 1977 à Villeneuve-Saint-Georges dans le Val-de-Marne.  Il publie en 2006 son premier roman, Scream Test, qui obtient le Prix Polar Derrière les Murs et le Prix Méditerranée des lycéens. En janvier 2009 paraît son deuxième roman : Zen City. 
Dans ces romans, il dépeint sur le ton de la satire les dérives orwelliennes de la société contemporaine, en particulier la télé-réalité et l’utilisation abusive de certaines technologies comme la RFID.
Vintage paraît en 2016 et a pour thème le début du rock’n’roll  et les guitares électriques, en particulier la mythique Moderne de Gibson.

## Œuvres

### Romans
- Scream Test, Au diable vauvert, 2006,  (ISBN 2846261148) (réédité en 2016,  (ISBN 9791030700817))
  - Realiti-shok, Inostranka, 2008,  (ISBN 9785941454846)
- Zen City, Au diable vauvert, 2009,  (ISBN 9782846261760)
- Vintage, Au diable vauvert, 2016,  (ISBN 9791030700749)
  - Vintage, Diogenes Verlag, 2017,   (ISBN 9783257070026)
  - Vintage, Büchergilde Gutenberg, 2018,  (ISBN 9783763270163)
  - Vintage, Ma Non Troppo, 2019,   (ISBN 9788494928567)

### Nouvelles
- Traité d’hypothéticologie I & II, dans La Bibliothèque Nomédienne (Alfred Boudry & les Gaillards d’avant), L’Atalante, 2008,  (ISBN 9782841724437)
- Concentration, illustrée par Marc Jailloux, Black Mamba n°20, 2011,  (ISBN 9782354770228)
- Dark Was The Night, dans Soundcheck, Diogenes Verlag, 2019,   (ISBN 9783257244663)

## Récompenses
- Prix Polar derrière les murs 2007 pour Scream Test.
- Prix Passerelle(s) 2006/2007 pour Scream Test.
- Prix Inter Lycées Professionnels de Nantes (PILP) 2007 pour Scream Test.
- Prix Méditerranée des lycéens, 2007 pour Scream Test.
- Prix Jacaranda (Maroc) 2010 pour Scream Test.
- Prix PACA des lycéens 2010/2011 pour Zen City.